# Jatropha crinita
Jatropha crinita är en törelväxtart som beskrevs av Johannes Müller Argoviensis. Jatropha crinita ingår i släktet Jatropha och familjen törelväxter. Inga underarter finns listade i Catalogue of Life.